# Fabrizio Ravanelli
Fabrizio Ravanelli (* 11. prosince 1968 Perugia) je bývalý italský fotbalový útočník.

## Fotbalová kariéra
Během své kariéry hrál za Perugii, Juventus, Lazio, Marseille, Middlesbrough a Derby County. Za italskou reprezentaci nastoupil ve 22 zápasech. Na konci 90. let 20. století patřil k nejlepším střelcům branek v Evropě. S Juventusem se v sezóně 1994/95 stal mistrem italské ligy a vyhrál s ním jak italský pohár, tak také italský Superpohár. V následující sezóně vyhrál s Juventusem Ligu mistrů a v sezóně 1992/93 triumfoval v Poháru UEFA. Vítězství v lize, poháru i Superpoháru zopakoval v roce 2000 v dresu římského Lazia.
Díky zbarvení svých vlasů do šedivé barvy býval přezdívaný „Bílé křídlo“ nebo „Šedý vlk“.

## Přestupy
- z Reggiana do Juventus za 1 500 000 Euro
- z Juventus do Middlesbrough za 9 780 000 Euro
- z Middlesbrough do Marseille za 7 400 000 Euro

## Hráčská statistika
| Sezóna  | Klub          | Liga           | Liga   | Liga | Ligové poháry | Ligové poháry | Ligové poháry | Kontinentální poháry | Kontinentální poháry | Kontinentální poháry | Celkem | Celkem |
| Sezóna  | Klub          | Soutěž         | Zápasy | Góly | Soutěž        | Zápasy        | Góly          | Soutěž               | Zápasy               | Góly                 | Zápasy | Góly   |
| ------- | ------------- | -------------- | ------ | ---- | ------------- | ------------- | ------------- | -------------------- | -------------------- | -------------------- | ------ | ------ |
| 1986/87 | Perugia       | Serie C2       | 26     | 5    | IP            | 4             | 0             | -                    | 0                    | 0                    | 30     | 5      |
| 1987/88 | Perugia       | Serie C2       | 32     | 23   | -             | 0             | 0             | -                    | 0                    | 0                    | 32     | 23     |
| 1988/89 | Perugia       | Serie C1       | 32     | 13   | IP            | 0             | 0             | -                    | 0                    | 0                    | 32     | 13     |
| 1989    | Avellino      | Serie B        | 7      | 0    | IP            | 1             | 0             | -                    | 0                    | 0                    | 8      | 0      |
| 1989/90 | Casertana     | Serie C1       | 27     | 12   | -             | 0             | 0             | -                    | 0                    | 0                    | 27     | 12     |
| 1990    | Avellino      | Serie B        | 0      | 0    | IP            | 2             | 0             | -                    | 0                    | 0                    | 2      | 0      |
| 1990/91 | Reggiana      | Serie B        | 34     | 16   | IP            | 0             | 0             | -                    | 0                    | 0                    | 34     | 16     |
| 1991/92 | Reggiana      | Serie B        | 32     | 8    | IP            | 3             | 3             | -                    | 0                    | 0                    | 35     | 12     |
| 1992/93 | Juventus      | Serie A        | 22     | 5    | IP            | 3             | 1             | UEFA                 | 8                    | 3                    | 33     | 9      |
| 1993/94 | Juventus      | Serie A        | 30     | 9    | IP            | 2             | 0             | UEFA                 | 6                    | 3                    | 38     | 12     |
| 1994/95 | Juventus      | Serie A        | 33     | 15   | IP            | 9             | 6             | UEFA                 | 11                   | 9                    | 53     | 30     |
| 1995/96 | Juventus      | Serie A        | 26     | 12   | IP+IS         | 2+1           | 1+0           | LM                   | 7                    | 4                    | 36     | 17     |
| 1996/97 | Middlesbrough | Premier League | 33     | 16   | AP+ALP        | 7+8           | 6+9           | -                    | 0                    | 0                    | 48     | 31     |
| 1997    | Middlesbrough | Premier League | 2      | 1    | AP+ALP        | 0+0           | 0+0           | -                    | 0                    | 0                    | 2      | 1      |
| 1997/98 | Marseille     | Division 1     | 21     | 9    | FP+FLP        | 1+3           | 0             | -                    | 0                    | 0                    | 25     | 9      |
| 1998/99 | Marseille     | Division 1     | 29     | 13   | FP+FLP        | 1+1           | 1+0           | UEFA                 | 7                    | 1                    | 38     | 15     |
| 1999    | Marseille     | Division 1     | 14     | 6    | FP+FLP        | 0+0           | 0             | LM                   | 7                    | 1                    | 21     | 7      |
| 1999/00 | Lazio         | Serie A        | 16     | 2    | IP            | 5             | 2             | -                    | 0                    | 0                    | 21     | 4      |
| 2000/01 | Lazio         | Serie A        | 11     | 2    | IP+IS         | 4+0           | 2             | LM                   | 6                    | 2                    | 21     | 6      |
| 2001/02 | Derby County  | Premier League | 31     | 9    | AP+ALP        | 1+2           | 1+1           | -                    | 0                    | 0                    | 34     | 11     |
| 2002/03 | Derby County  | 1 Division     | 19     | 5    | AP+ALP        | 0+0           | 0+0           | -                    | 0                    | 0                    | 19     | 5      |
| 2003/04 | Dundee        | Premiership    | 5      | 0    | SLP           | 1             | 3             | -                    | 0                    | 0                    | 6      | 3      |
| 2004    | Perugia       | Serie A        | 15     | 6    | IP            | 2             | 0             | UEFA                 | 1                    | 0                    | 18     | 6      |
| 2004/05 | Perugia       | Serie B        | 24     | 3    | IP            | 0             | 0             | -                    | 0                    | 0                    | 24     | 3      |
| Celkem  | Celkem        | Celkem         | 521    | 190  | -             | 63            | 36            | -                    | 53                   | 23                   | 637    | 249    |

## Úspěchy

### Klubové
- 2× vítěz italské ligy (1994/95, 1999/00)
- 2× vítěz italského poháru (1994/95, 1999/00)
- 2× vítěz italského superpoháru (1995, 2000)
- 1× vítěz Ligy mistrů (1995/96)
- 1× vítěz Poháru UEFA (1992/93)

### Reprezentační
- 1× na ME (1996)